# フランボイダル組織
フランボイダル組織（フランボイダルそしき、英語: framboidal texture）は鉱物が形成するキイチゴ状の構造のことである。

## 概要
フランボイダル組織は「マイクロクリスタル」から成り立つ組織である。形成過程は明確ではないが、バクテリアによる形成:45や自己組織化による形成:16-18が報告されている。

## 代表的な例
ここではフランボイダル組織を示すことのある鉱物のうち、代表的なものを示す。

### 黄鉄鉱

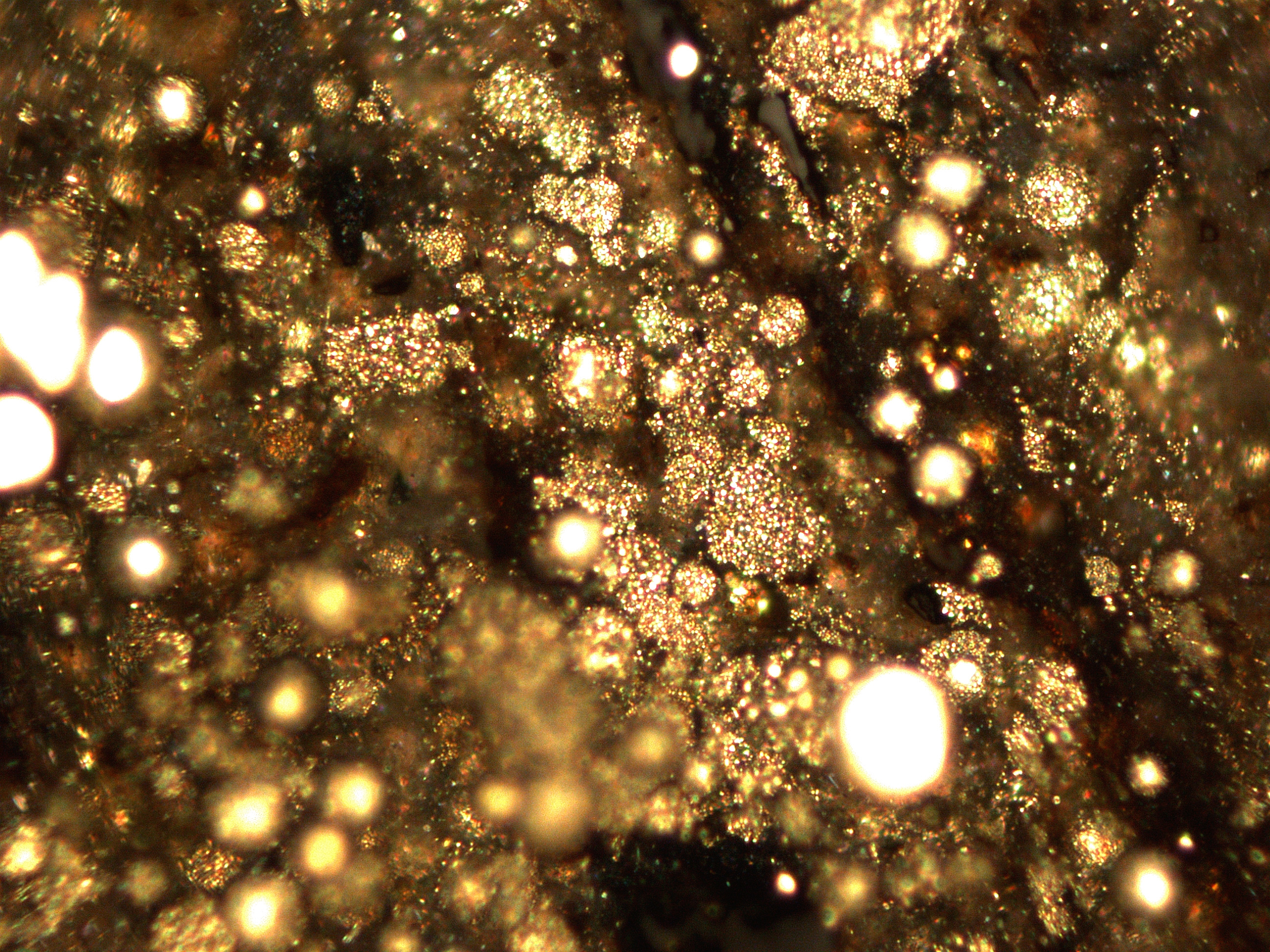
フランボイダル構造を示す黄鉄鉱

黄鉄鉱（英: pyrite）はフランボイダル組織を示すことのある鉱物であり、フランボイダル組織が見られる黄鉄鉱を特に「フランボイダルパイライト」もしくは「フランボイダル黄鉄鉱」と呼ぶ。これらのフランボイダルパイライトは直径250 µmから1 µmの大きさの球形を示す。それらの中には1000個から1億個程度のマイクロクリスタルが存在し、それらの大きさは10 µmから0.1 µmである:46:45:12-13。
大藤 (2011)及び大藤 (2012)ではどのようにマイクロクリスタルが充填されているのかを調査した。その結果、面心立方充填と20面体充填が確認された:13-14:47-48。
深澤 & 掛川 (2008)はバクテリアによる生成を想定し、フランボイダルパイライトの存在をもとに古環境の復元を試みた:168。

### 磁鉄鉱
磁鉄鉱はフランボイダル組織を形成することがある:148。